# Seznam predsednikov Italijanske republike
Seznam predsednikov Italijanske republike.

## Seznam (1946-danes)
| #  | Predsednik (rojstvo-smrt) | Predsednik (rojstvo-smrt)        | Število glasovanj | % (glasovi/volivci) | Mandat            | Mandat            | Izvorna stranka                               | Dosmrtni senator do | Viri  |
| #  | Predsednik (rojstvo-smrt) | Predsednik (rojstvo-smrt)        | Število glasovanj | % (glasovi/volivci) | Začetek           | Konec             | Izvorna stranka                               | Dosmrtni senator do | Viri  |
| -- | ------------------------- | -------------------------------- | ----------------- | ------------------- | ----------------- | ----------------- | --------------------------------------------- | ------------------- | ----- |
| 1  |                           | Enrico De Nicola (1877-1959)     | 1                 | 72,8 (405/556)      | 1. januar 1948    | 12. maj 1948      | Italijanska liberalna stranka                 | 1. oktober 1959     |       |
| 2  |                           | Luigi Einaudi (1874-1961)        | 4                 | 57,6 (518/900)      | 12. maj 1948      | 11. maj 1955      | Italijanska liberalna stranka                 | 30. oktober 1961    |       |
| 3  |                           | Giovanni Gronchi (1887-1978)     | 4                 | 78,1 (658/843)      | 11. maj 1955      | 11. maj 1962      | Krščanska demokracija                         | 17. oktober 1978    |       |
| 4  |                           | Antonio Segni (1891-1972)        | 9                 | 51,9 (443/854)      | 11. maj 1962      | 6. december 1964  | Krščanska demokracija                         | 1. december 1972    |       |
| 5  |                           | Giuseppe Saragat (1898-1988)     | 21                | 67,1 (646/963)      | 29. december 1964 | 29. december 1971 | Italijanska socialistična demokratska stranka | 11. junij 1988      |       |
| 6  |                           | Giovanni Leone (1908-2001)       | 23                | 51,4 (518/1008)     | 29. december 1971 | 15. junij 1978    | Krščanska demokracija                         | 9. november 2001    |       |
| 7  |                           | Sandro Pertini (1896-1990)       | 16                | 82,3 (832/1011)     | 9. julij 1978     | 29. junij 1985    | Italijanska socialistična stranka             | 24. februar 1990    |       |
| 8  |                           | Francesco Cossiga (1928-2010)    | 1                 | 74,3 (752/1011)     | 3. julij 1985     | 28. april 1992    | Krščanska demokracija                         | 17. avgust 2010     |       |
| 9  |                           | Oscar Luigi Scalfaro (1918-2012) | 16                | 66,5 (672/1011)     | 28. maj 1992      | 15. maj 1999      | Krščanska demokracija                         | 29. januar 2012     |       |
| 10 |                           | Carlo Azeglio Ciampi (1920-2016) | 1                 | 70,0 (707/1010)     | 18. maj 1999      | 15. maj 2006      | neodvisen                                     | 16. september 2016  |       |
| 11 |                           | Giorgio Napolitano (1925)        | 4                 | 53,8 (543/1009)     | 15. maj 2006      | 22. april 2013    | Levi demokrati                                | na položaju         |       |
| 11 | 6                         | Giorgio Napolitano (1925)        | 73,2 (738/1007)   | 22. april 2013      | 14. januar 2015   | neodvisen         |                                               | na položaju         |       |
| 12 |                           | Sergio Mattarella (1941)         | 4                 | 65,9 (665/1009)     | 3. februar 2015   | 29. januar 2022   | neodvisen                                     |                     | [ 1 ] |
| 12 | 8                         | Sergio Mattarella (1941)         | 75,2% (759/1009)  | 29. januar 2022     | na položaju       | [ 2 ]             | neodvisen                                     |                     |       |